# Serednea Derajnea, Novohrad-Volînskîi
Serednea Derajnea (în ucraineană Середня Деражня) este localitatea de reședință a comunei Serednea Derajnea din raionul Novohrad-Volînskîi, regiunea Jîtomîr, Ucraina.

## Demografie
Componența lingvistică a localității Serednea Derajnea
     Ucraineană (99,14%)
     Alte limbi (0,86%)
Conform recensământului din 2001, majoritatea populației localității Serednea Derajnea era vorbitoare de ucraineană (99,14%), existând în minoritate și vorbitori de alte limbi.